# Обикновена смрадлика
Обикновената смрадлика (Cotinus coggygria), позната и като тетра, е дърво от семейство смрадликови, високо до 12 m. Клонките му са червенокафяви и голи, с целокрайни листа, които от горната страна са зелени, а от долната – сивозелени. Цветовете са събрани в дребни зеленикавожълти връхни разклонени съцветия. След прецъфтяване дръжките на цветовете се удължават силно и се покриват с розови или жълти власинки. Плодът е дребна костилка. Растението расте в равнините и по ниски южни планински склонове. Лечебните му свойства са широко използвани.
- Цвят
- Клонки със семена
- Култивар с червени листа